# 江湾体育場

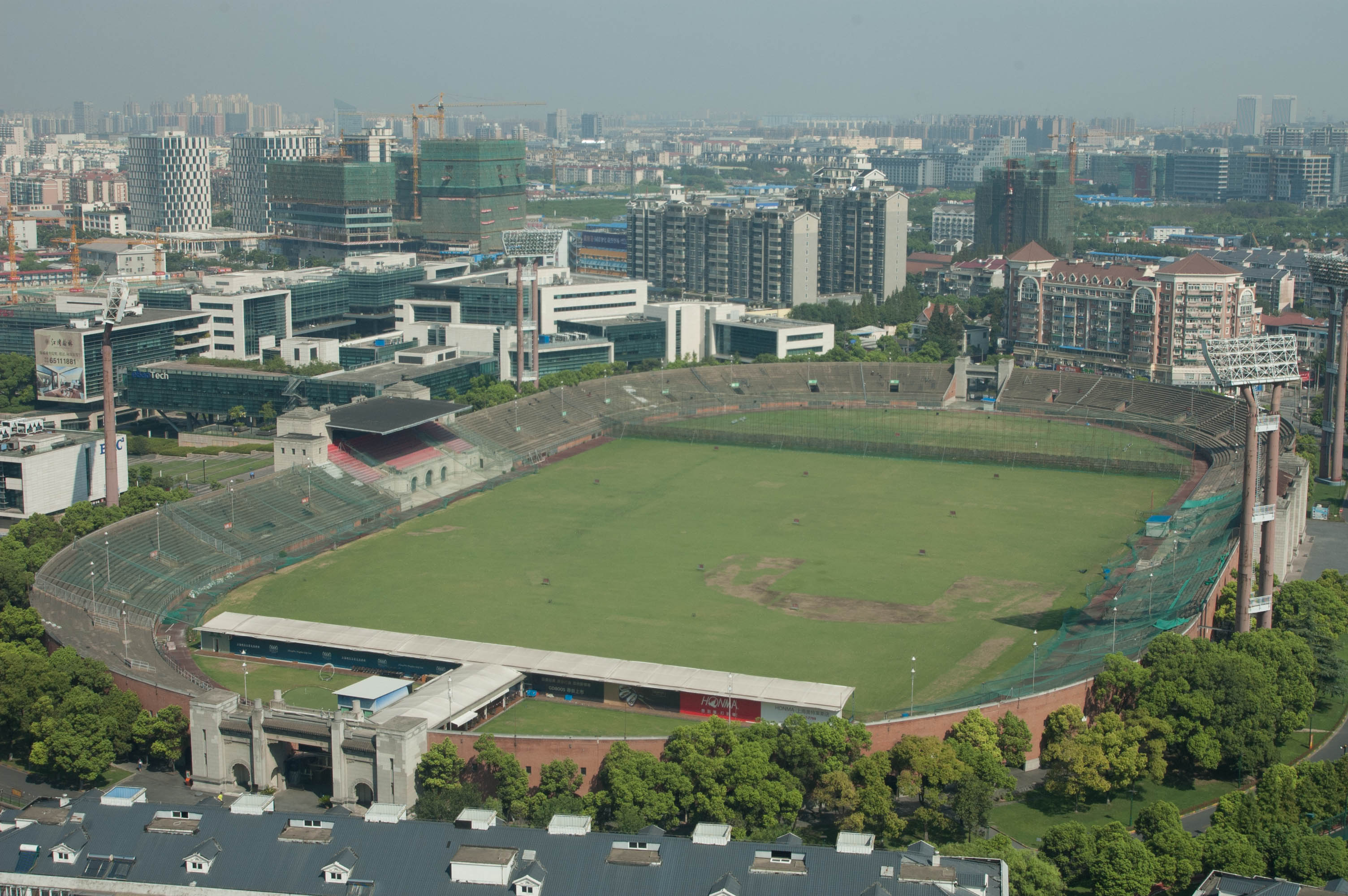
江湾体育場

江湾体育場（こうわんたいいくじょう）は中華人民共和国上海市楊浦区にあるスタジアム。旧名は上海市運動場である。江湾体育場は1935年8月に竣工し、「極東第一の体育場」と称され。40,000人収容可能の規模を誇る。スタジアム、体育館、プール三つの部分から構成し、大上海計画の中核施設である。太平洋戦争と戦後、武器の倉庫として使われる時期があった。1954年8月から再びスタジアムとして使われるようになった。リニューアルを経て、2008年から利用再開した。